# Зернов, Дмитрий Николаевич
Дми́трий Никола́евич Зернов (Зёрнов) (1843—1917) — российский анатом. Заслуженный профессор, декан медицинского факультета и ректор Московского Императорского университета.

## Биография
Родился в семье профессора математики Московского университета Н. Е. Зернова. Получив домашнее обучение, в 1859 году он поступил на медицинский факультет Московского университета.
Закончив в 1865 году университетский курс со степенью лекаря, Д. Н. Зернов начал работать практикантом в глазной больнице под руководством Г. И. Брауна; через два года защитил диссертацию на степень доктора медицины «О микроскопическом строении хрусталика у человека и позвоночных животных» и по приглашению своего учителя А. И. Бабухина стал сверхштатным ассистентом по кафедре гистологии, проводил практические занятия со студентами. В 1868 году вместе с Бабухиным работал за границей, главным образом в Триесте, совершенствуя свои познания в гистологии — в это время он выполнил исследование о строении органа обоняния у головоногих моллюсков.
В мае 1869 года был утверждён в должности доцента медицинского факультета для преподавания анатомии здорового человека. Летом этого же года был в заграничной командировке в Вене, где занимался анатомией под руководством известных австрийских анатомов. Летом 1871 года в продолжение своих зарубежных стажировок он посетил ведущие анатомические институты Вены, Праги, Лейпцига, Гёттингена, Гейдельберга, Фрейбурга и Тюбингена.
В 1873 году Зернов стал экстраординарным; в 1875 году — ординарным профессором Московского университета по кафедре анатомии; в 1894 году — заслуженным профессором. В 1898/1899 году был ректором Московского университета. Оставив пост ректора, Д. Н. Зернов продолжал работать в университете, преподавая по совместительству на Высших женских курсах, где с 1909 года был профессором. В 1902 году был утверждён судьёй профессорского дисциплинарного суда. В 1906—1913 годах занимал должность декана медицинского факультета.
Зёрнов был широко эрудированным человеком, читал интересные лекции, сопровождавшиеся демонстрацией схем и таблиц, музейных и свежих препаратов. Зёрнов первым начал применять на лекциях проекционный фонарь. Большое внимание уделял анатомическому музею, который при Зёрнове пополнился новыми препаратами и моделями, многие из которых он сам изготовил.
Был секретарём, а потом председателем (с 1885) Московского физико-медицинского общества. Кроме того, он состоял членом Общества любителей естествознания, антропологии и этнографии и Психологического общества, был почётным членом Казанского университета, Московского общества испытателей природы.
Д. Н. Зернов — сотрудник многих медицинских изданий. Отдельно появились: «Об истинном гермафродитизме у высших животных» (М., 1874); «Индивидуальные типы мозговых извилин у человека» (М., 1877); «О пределах индивидуальных и племенных видоизменений типических бороздок и извилин мозга» (М., 1883), «Об атавизме микроцефалов» (М., 1883); «Сочленение костей (синдесмология)» (М., 1885); «Об анатомических особенностях мозга интеллигентных людей» (М., 1887). Главный научный труд Д. Н. Зернова — «Руководство описательной анатомии человека» (М., 1890—1892, ч. I—III), выдержавший 14 изданий (до 1939 г.) и ставший основным учебником для нескольких поколений русских врачей. Оно включало описание органов в систематическом порядке, в связи с морфологическими учениями и отчасти с эмбриологией и стало основой Базельской анатомической номенклатуры (BNA, 1895).
По планам Зернова в 1876 году при Московском университете был выстроен анатомический театр, музей которого при его непосредственном участии пополнялся новыми экспонатами. В 1889 году им был создан энцефалометр — первый аппарат для анатомических исследований головного мозга, с помощью которого на черепе определялись проекции различных частей мозга.
Его сын, Зернов, Владимир Дмитриевич, доктор физико-математических наук, один из семи первых профессоров-учредителей Саратовского университета.
Похоронен на Дорогомиловском кладбище, после упразднения которого прах перенесён на Донское кладбище (в источниках ошибочно указывается Ваганьковское кладбище).